# あさひるばん
『あさひるばん』は、2013年11月29日公開の日本映画。『釣りバカ日誌』の原作者で、東映の助監督でもあったやまさき十三が、72歳にして初めて監督を務める映画でもある。
やまさきの故郷・宮崎県を舞台にした作品で、『釣りバカ日誌』の主人公・浜崎伝助を演じた西田敏行（映画シリーズ）と山寺宏一（テレビアニメ）の2人が共演。ロケ地はすべて宮崎県内で、やまさきの故郷・都城市をはじめ、宮崎市・日南市・小林市・新富町・綾町で撮影を実施した。
当ページでは、やまさきの原作によって『ビッグコミックオリジナル』（小学館）で連載された同名の漫画および、2013年11月11日から12月まで文化放送とNRN加盟局の一部で放送していたラジオドラマ『あさひるばん ビギニング』についても述べる。

## あらすじ
1983年の宮崎。城北高校（通称「北高」）の野球部員として白球を追い掛けていた浅本・日留川・板東は、その名字から3人揃って「あさひるばん」と呼ばれていた。しかし、3年生の夏に県大会の決勝戦でライバル・城南高校（通称「南校」）の4番打者・野沢の逆転満塁サヨナラランニング本塁打によって甲子園行きを阻まれてから、3人とも引っ込み思案になってしまった。
それから30年後。不惑の年を超えた「あさひるばん」（浅本：國村隼、日留川：板尾創路、板東：山寺宏一）は、三人三様の人生を歩んでいた。ある日、高校生時代の3人の「マドンナ」だった野球部マネジャー・幸子（斉藤慶子）の娘・有三子（桐谷美玲）から、浅本の下に1通の手紙が届く。宮崎を離れていた浅本と日留川は、その手紙をきっかけに、久し振りに宮崎へ集結する。やがて、2人の一計で板東も加わって、新たな挑戦を始める。

## キャスト
- 浅本有也（愛称「あさ」）：國村隼
- 日留川三郎（愛称「ひる」）：板尾創路
- 板東欽三（愛称「ばん」、宮崎刑務所に服役中）：山寺宏一
- 阪元幸子（「あさひるばん」の高校時代のマドンナで病気療養中、実父の雷蔵とは絶縁状態、愛称「サッチン」）：斉藤慶子
- 阪元雷蔵（「あさひるばん」が野球部にいた頃の監督で醤油蔵元、幸子の父）：西田敏行
- 阪元有三子（幸子の娘で、病床の幸子を看病中）：桐谷美玲
- 安永（宮崎にある藤元総合病院の医師で、幸子の主治医）：温水洋一
- 長友寿美（浅本の自宅兼事務所の階下にある居酒屋「とまり木」の女将）：雛形あきこ
- 野沢七郎（宮崎県選出の衆議院議員・法務副大臣、元・城南高校野球部の4番打者で「あさひるばん」のライバル）：松平健
- 北山俊夫（宮崎刑務所の刑務官）：間寛平
- 松尾（醤油蔵元の従業員）：上島竜兵
- 尾松（醤油蔵元の従業員）：國本鍾建
- 宮崎刑務所長：秋本奈緒美
- 高校時代の浅本有也：井手雅紀
- 高校時代の日留川三郎：安井秀和
- 高校時代の板東欽三：荻野友樹
- 高校時代の阪元幸子：竹富聖花
- 清水めぐみ、猪野学、オモロー山下、サイクロンZ、村田秀亮、ツジカオルコ、湊ゆかり、戸波雄輔　ほか

## スタッフ
- 監督：やまさき十三
- 脚本：塙五郎・やまさき十三
- 音楽：山下康介
- 主題歌：米米CLUB「どんまい」
- 音楽協力：日音、小学館ミュージックアンドデジタルエンタテイメント
- 撮影：鈴木達夫
- 美術統括：若松孝市
- 美術：小林久之
- 照明：三上日出志
- 録音：井家眞紀夫
- 編集：河原弘志
- 装飾：柳澤武
- 整音：山本逸美
- 音響効果：田中俊
- スクリプター：天池芳美
- 制作担当：大沢忠生
- 助監督：南柱根、中村有孝、阪根克哉、恩田成章
- ラインプロデューサー：林みのる
- 技斗：浜田大介（アーバンアクターズ）
- 操演：羽鳥博幸
- カースタント：高橋昌志（SEALS）
- CGI：OLMデジタル、ArtistreeMedia、FandC
- ラボ：IMAGICA
- スタジオ：東映東京撮影所
- 学生エキストラ協力：宮崎県立宮崎大宮高等学校、宮崎県立日南振徳高等学校、学校法人宮崎総合学院、宮崎福祉医療カレッジ、学校法人日南学園、日南学園高等学校、都城高等学校、南九州大学
- ロケ協力：宮崎県、宮崎フィルムコミッション、宮崎刑務所、宮崎空港ビル、宮崎県商工会議所連合会、南郷町中央公園野球場、九州旅客鉄道、常総市フィルムコミッション　ほか
- 特別協力：テレビ宮崎、宮崎放送、全日本空輸、フェニックス・シーガイア・リゾート
- special thanks：藤子不二雄A、北見けんいち、岩本初恵、白井勝也、亀井修、鈴木総一郎
- 企画協力： 尾中美紀子（オフィス100%）.
- 企画：久保雅一
- チーフプロデューサー：三宅川敬輔
- プロデュース：武田千明、古澤泉、浜本正機
- 製作者：都築伸一郎、大角正、岡本昭彦、奥野敏聡、斎藤裕、鈴木賢二、石川豊、松尾宏之
- 制作協力：映広
- 制作プロダクション：OLM（TEAM MIYAGAWA）
- 製作：「あさひるばん」製作委員会（小学館、よしもとクリエイティブ・エージェンシー、松竹、オー・エル・エム、小学館集英社プロダクション、日野自動車、電通、フェロー）
- 配給：松竹

## 関連作品

### 漫画
やまさき原作、テリー山本作画による漫画版『あさひるばん』が、『釣りバカ日誌』の連載誌でもある『ビッグコミックオリジナル』（小学館）にて2013年15号から同年22号まで連載された。単行本が小学館（ビッグコミックス）から全1巻で刊行されている。
- やまさき十三（作）、テリー山本（画）『あさひるばん』
2013年11月15日発売 ISBN 978-4-09-185730-9

### ラジオドラマ『あさひるばん ビギニング』
「『あさひるばん』は単なる物語ではなく、見ている人・聴いている人自身の物語である」というコンセプトを基に、前述の映画版からのスピンオフ作品として文化放送（QR）が制作。映画版の世界観を広げるべく、映画版では描き切れなかった「あさひるばん」トリオの高校生時代を、1983年の宮崎県内を舞台に1話5分・全20話・宮﨑弁が主体のラジオドラマを通じて掘り下げる。
「あさひるばん」トリオの声を福山潤（浅本有也＝「あさ」役）・細谷佳正（日留川三郎＝「ひる」役）・浪川大輔（板東欽三＝「ばん」役）が演じるなど、主なキャストに豪華な声優陣を結集。映画版が公開されるまでの放送では、映画版で「ばん」役を演じた山寺が、アバンタイトルとエンディングのナレーションを務めていた。
2013年10月に、東京都内のスタジオで収録。映画版公開前の11月11日（月曜日）から、NRNの基幹局であるQRと、NRNに加盟する民放ラジオ局の一部で順次放送していた。ただし、放送日や放送時間は、ネット局によって異なる。
また、本放送の期間中には、QR制作・日野自動車1社提供の深夜番組『走れ!歌謡曲』内の「ドラパラ」（午前3時台後半の週替わりコーナー）でも放送（QRのみ再放送扱い）。関西地区では、同番組のネット局であるラジオ大阪（OBC）に加えて、毎日放送（MBS）でも「茶屋町プレミアムナイト」（2013年度のナイターオフ編成火 - 金曜日の生ワイド番組レーベル）の全番組に内包する格好で放送していた。

#### キャスト
- 浅本有也（愛称「あさ」、城北高校野球部のエース）：福山潤
- 日留川三郎（愛称「ひる」、城北高校野球部の4番・ライト）：細谷佳正 - 設定上は「城南高校からの転校生」
- 板東欽三（愛称「ばん」、城北高校野球部の主将・セカンド）：浪川大輔
- 阪元幸子（マドンナ、城北高校野球部マネジャー）：中上育実 - 本編ではストーリーテラーを兼務。野球部では、監督である実父の雷蔵を「父ちゃん」と呼んでいるため、雷蔵から「学校では『監督』と呼べ」とたしなめられている。
- 日留川月子（愛称「月ちゃん」）：春野ななみ
- 阪元雷蔵（城北高校野球部監督、醤油蔵元、幸子の父）：藤原啓治
- 野沢七郎（城南高校野球部の4番打者で、幸子の幼なじみ）：中村悠一 - 「一時宮崎から東京に転居していた」という設定のため、メインキャストで唯一、共通語の台詞が充てられている。

#### スタッフ
- ナレーター：山寺宏一
- 脚本：會川昇
- 演出：三間雅文
- 効果：倉橋静男
- 録音：二宮沙矢花（アオイスタジオ）
- 録音スタジオ：アオイスタジオ／トライスクルスタジオ
- 音響制作：テクノサウンド
- 制作：文化放送

#### ネット局
生ワイド番組へ内包した関係で、放送時間は目安。内包する番組では、パーソナリティかアシスタントが、ドラマの前後にストーリーや設定の概要を紹介していた。
- 文化放送（制作局）
  - 本放送：毎週月 - 金曜日、11:30 - 11:35（『くにまるジャパン』に内包、2013年11月11日 - 12月6日）
  - 再放送：毎週火 - 土曜日、3:40 - 3:45（『走れ!歌謡曲』に内包、2013年11月12日 - 12月7日）
- 毎日放送（MBS）
  - 毎週火 - 金曜日、20:40 - 20:45（「茶屋町プレミアムナイト」レーベルの生ワイド番組に内包、2013年11月12日 - 12月13日）

以下のネット局では、『走れ!歌謡曲』内での放送分を同時ネット。
- 北日本放送
- 福井放送
- 静岡放送
- 東海ラジオ
- ラジオ大阪 - サービスエリアの大半が重複するMBSに先行して放送
- 中国放送